# Szinva

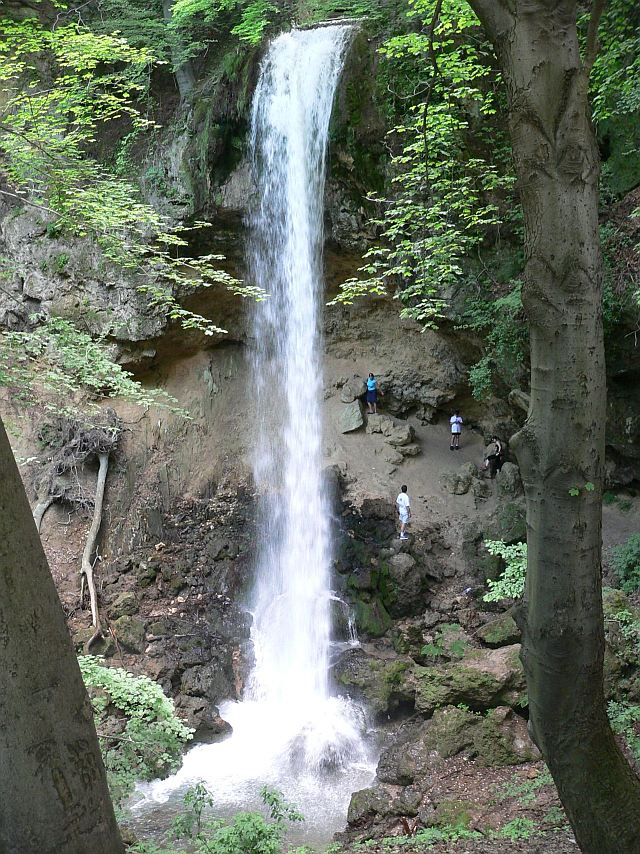
Szinva

Szinva är en flod i norra Ungern, ett biflöde till floden Sajó som kommer från Bükkbergen. Szinva är 30 kilometer lång, 20 kilometer av dessa finns i staden Miskolc, som flyter från öst till väst. Det finns omkring 70 broar byggda över floden och i Miskolcs centrum rinner floden under staden.
Före år 1990 var Szinvas vatten mycket förorenat på grund av den tunga industrin i staden, främst på grund av pappersfabriken i Diósgyőr. Idag är vattnet mycket renare och fisk kan åter leva i vattnet.
I Miskolc finns ett köpcentrum, Szinvapark, uppkallat efter floden. Köpcentrumet är byggt på båda sidor av floden, och är sedan sammankopplade med en bro över floden.